# Регије Турске
Географске регије Турске обухватају седам регија (тур. bölge), који су првобитно дефинисани на Првом турском географском конгресу 1941. Ових седам регија подељено је на двадесет и једну подрегију (тур. bölüm), које су даље подељене на бројне области (тур. yöre), који су дефинисани микроклимом и омеђано локалним географским формацијама. 

## Регије и подрегије
- Егејска регија
  - Егејска подрегија 
    - Област Едремит
    - Област Бакурчај
    - Област Гедиз
    - Област Измир
    - Област Кучук Мендерес
    - Област Бујук Мендерес
    - Област Ментеше

  - Подрегија Унутрашња западна Анатолија
- Црноморска регија
  - Подрегија Западно Црно море
    - Област Унутрашње Црно море
    - Област Планина Куре

  - Подрегија Централно Црно море
    - Област Планина Џаник
    - Област Унутрашње централно Црно море

  - Подрегија Источно Црно море
    - Област Источна обала Црног мора
    - Јаруга Горњи Келкит - Чорух
- Регија Централна Анадолија
  - Подрегија Конија
    - Висораван Обрук
    - Област Конија - Ерегли

  - Подрегија Горња Сакарија
    - Област Анкара
    - Јаруга Порсук
    - Област планинског ланца Сундикен
    - Област Горња Сакарија
    - Област Конија - Ерегли

  - Подрегија Средњи Кизихрмак
  - Подрегија Горњи Кизихрмак
- Регија Централна Анадолија
  - Подрегија Горњи Еуфрат
  - Подрегија Ерзурум - Карс
  - Подрегија Горњи Мурат - Ван
    - Област Горњи Мурат
    - Област Ван

  - Област Хакари
- Мраморна регија
  - Подрегија Чаталџа - Коџаели
    - Област Адапазари
    - Област Истанбул

  - Подрегија Ергене
  - Подрегија Јужна Мармара
    - Област Бига - Галипоље
    - Област Бурса
    - Област Кареси
    - Област Саманх

  - Подрегија Јилдиз
- Медитеранска регија
  - Подрегија Адана
    - Област Џукурова - планина Таурус
    - Област Антиохија - Кахранманмарас

  - Подрегија Анталија
    - Област Анталија
    - Област Голер
    - Област Ташели - Мут
    - Област Теке
- Регија Југоисточна Анадолија
  - Подрегија Средњи Еуфрат
    - Област Газијантеп
    - Област Шанлијурфа

  - Подрегија Тигар
    - Област Дијарбакир
    - Област Мардин - Мидијат

## Разлике у регионима
Егејска регија има: 
- најдужу обалу

Црноморска регија има: 
- највећу количину годишњих падавина
- највећу шумску површину
- најмањи период сунчаних сати
- највише клизишта

Регија Централна Анадолија има: 
- најмању количину годишњих падавина
- највише ерозија

Регија Источна Анадолија има: 
- највећу површина
- највећу висина
- најниже годишње температуре
- најхладније зиме
- највећу температурну разлику између годишњих доба
- највећу вулканску активност
- најмање становника
- највиши минералних ресураса

Мраморна регија има: 
- најмању површина
- најмању висину
- највећу климатску разноликост
- највећу потрошњу енергије,
- најхладнија лета,
- највише становника

Медитерански регија има: 
- највећу годишњу температуру
- најблаже зиме
- највлажније зиме,

Регија Југоисточна Анадолија има: 
- најтоплија лета
- најсушнија лета
- најмању шумску површину
- највећи период сунчаних сати